# 패트릭 피슬러

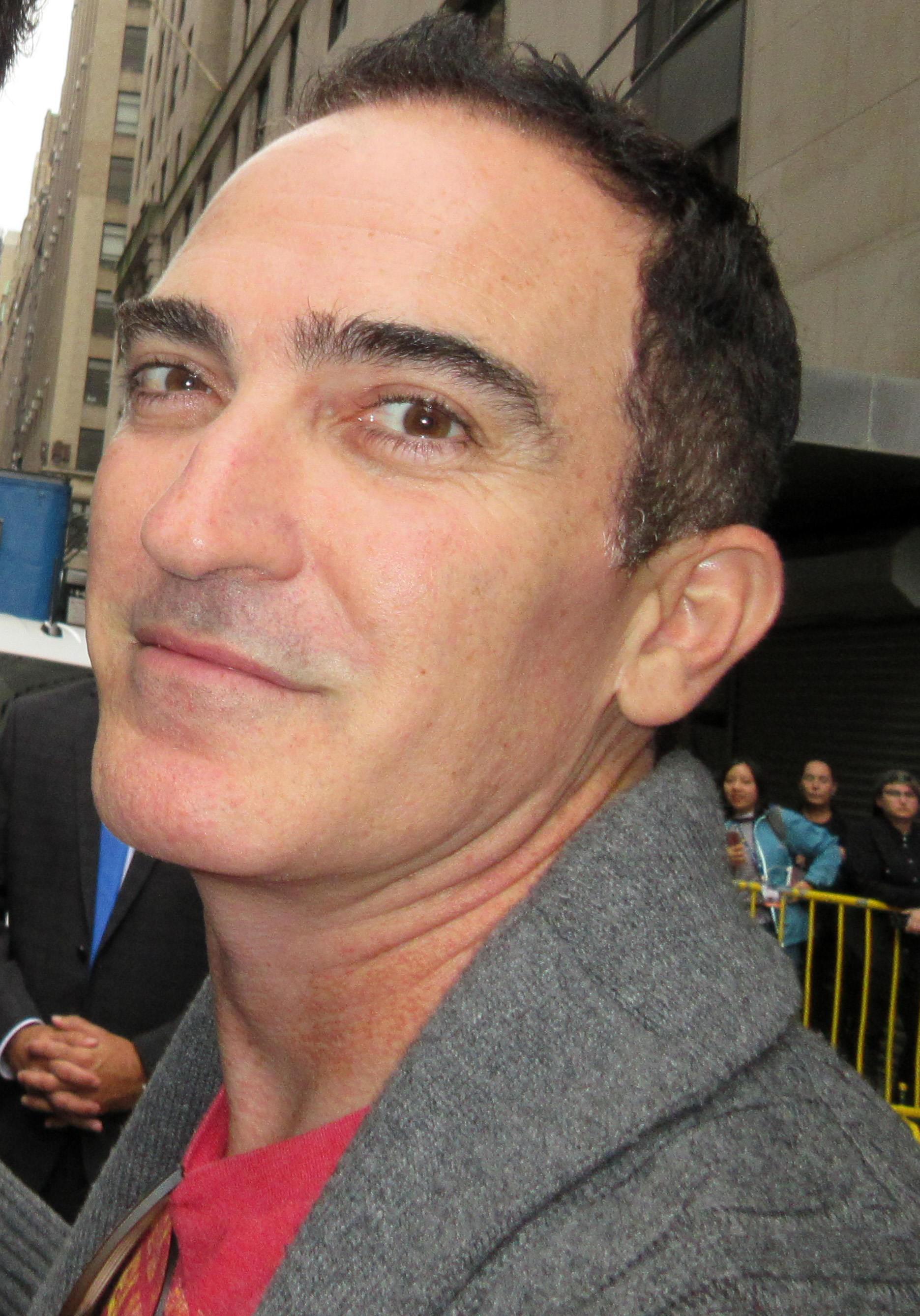

패트릭 피슐러(Patrick Fischler, 1969년 12월 29일 ~ )는 미국의 배우이다.
로스앤젤레스에서 태어났다.

## 출연 작품
- 더 스탠드오프 앳 스패로우 크릭 (2018년) - 베크만 역
- 언더 더 실버레이크 (2018년) - 코믹 맨 역
- 베드타임 스토리 (2017년) - 멜빈 역
- 그 규칙은 당신에게 적용되지 않아요 (2016년)
- 헤일, 시저! (2016년)
- 더 팩트 2 (2014년)
- 테스트 (2013년)
- 빅서 (2013년)
- 투건스 (2013년) - 켄 의사 역
- 원 포 더 머니 (2012년) - 비니 플럼 역
- 아틀라스 슈러그드: 파트 1 (2011년) - 폴 라킨 역
- 거친 녀석들: 거침없이 쏴라 (2011년) - 에이전트 해몬드 역
- 체이스 (2010년)
- 미스 노바디 (2010년)
- 디너 게임 (2010년)
- 가든 파티 (2008년) - 안소니 역
- 파인딩 아만다 (2008년) - 케빈 - TV 이그젝큐티드 역
- 그레이트 벅 하워드 (2008년)
- 라이브! (2007년)
- 베가스로 가는 3일 (2007년)
- 왓 어바웃 브라이언 (2006년)
- 뉴 어드벤처 오브 올드 크리스틴 (2006년)
- 이디오크러시 (2006년)
- 블랙 달리아 (2006년) - 엘리스 로우 역
- 사랑할 때 버려야 할 아까운 것들 (2003년)
- 올드 스쿨 (2003년)
- 멀홀랜드 드라이브 (2001년) - 댄 역
- 트위스터 (1996년)
- 벼랑 끝에 걸린 사나이 (1994년)
- 쉐도우 (1994년)
- 스피드 (1994년)

### 텔레비전
- CSI: 마이애미 (2005)
- 매드맨 (2008)
- 로스트 (2009)
- 사우스랜드 (2009-10)
- 해피! (2017-19)